# Soulier d'or belge 1984
Le Soulier d'or 1984 est un trophée individuel, récompensant le meilleur joueur du championnat de Belgique sur l'ensemble de l'année 1984. Ceci comprend donc à deux demi-saisons, la fin de la saison 1983-1984, de janvier à juin, et le début de la saison 1984-1985, de juillet à décembre.

## Lauréat
Il s'agit de la trente-et-unième édition du trophée, remporté par le jeune milieu de terrain du RSC Anderlecht Enzo Scifo. À seulement 18 ans, il est le plus jeune lauréat du Soulier d'Or après Paul Van Himst, son entraîneur à Anderlecht qui lui a donné sa chance. Sous la conduite de Scifo, le club atteint la finale de la Coupe UEFA, mais s'incline face à Tottenham. Il est un des favoris pour le trophée, avec le capitaine du FC Bruges Jan Ceulemans, qu'il devance finalement de 65 points. Son coéquipier danois Morten Olsen complète le podium.

## Top-3
| Place | Joueur        | Nationalité | Club(s)        | Points |
| ----- | ------------- | ----------- | -------------- | ------ |
| 1.    | Enzo Scifo    |             | RSC Anderlecht | 383    |
| 2.    | Jan Ceulemans |             | FC Bruges      | 318    |
| 3.    | Morten Olsen  |             | RSC Anderlecht | 141    |